# Żory
Żory (sziléziai nyelven Žory, németül Sohrau) járási jogú város Lengyelországban a Sziléziai vajdaságban. Az egyik legrégebbi lengyel város (városjogokat csak a 13. században kapott). 1975-1998 között Żory a Katowicei vajdasághoz tartozott. A város a Rybniki szénkörzethez tartozik. Egyházmegyei székhely. Gazdasága kereskedelemből, szolgáltatásokból, logisztikából és kisvállalkozásokból áll össze.

## Fekvése
Żory Felső-Sziléziában a Rybniki-síkságon fekszik a Ruda folyó partján. A város a Mikołówi, Pszczynai, Rybniki járással valamint Jastrzębie-Zdrój és Rybnik várossal határos.

## A város neve
A város neve az alábbi fejlődésen ment keresztül: legrégebben Sari volt, ami ma is a Żory latin megfelelője. Ezután Zari, Żary és végül Żory lett. Kezdettől fogva kapcsolódott neve a tűzhöz azzal kapcsolatban, hogy a középkorban felégették az erdőket a települések közelében.

## Felosztása
A város 9 kerületből és 7 lakótelepből áll, melyek 2007. június 29. óta szintén kerületek lettek.
| Kerületek - Zachód (Nyugat) - Śródmieście (belváros) - Kleszczówka - Rowień-Folwarki - Osiny - Kleszczów - Baranowice - Rogoźna - Rój | Lakótelepek (Később szintén kerületek lesznek) - Księcia Władysława (Ulászló fejedelem) - Powstańców Śląskich (Sziléziai felkelők) - 700-lecia Żor (Żor 700 éve) - Władysława Sikorskiego - Wojciecha Korfantego - Władysława Pawlikowskiego | Kerületekké formálódó lakótelepek - Gwarków lakótelep (Rój kerület) - Fadom lakótelep (Kleszczówka kerület) |

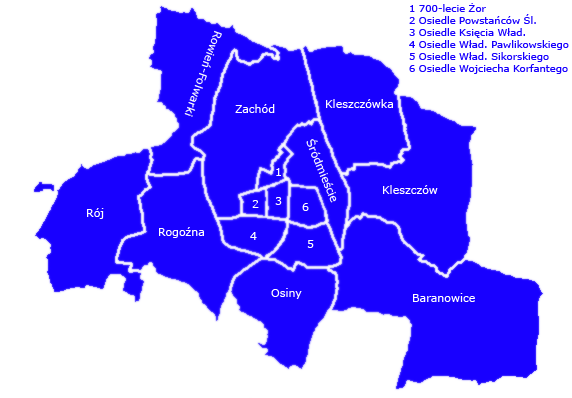
Żor kerületei

## Fordítás
- Ez a szócikk részben vagy egészben a Żory című lengyel Wikipédia-szócikk ezen változatának fordításán alapul.  Az eredeti cikk szerkesztőit annak laptörténete sorolja fel. Ez a jelzés csupán a megfogalmazás eredetét és a szerzői jogokat jelzi, nem szolgál a cikkben szereplő információk forrásmegjelöléseként.